# Montego Glover
Montego Glover (Macon, 9 febbraio 1974) è un'attrice e cantante statunitense.

## Biografia
Dopo aver interpretato Lorrell in un allestimento concertistico di Dreamgirls, Montego Glover ha debuttato a Broadway nel 2005 con il musical The Color Purple, in cui era prima sostituta per i ruoli principali di Celie e Nettie. Nel 2006 ha interpretato Aida nel musical di Elton John a Sacramento e nel 2008 è stata Chiffon nella produzione del New Jersey della Piccola Bottega degli orrori.
Nel 2009 è tornata a Broadway nei panni di Felicia, la protagonista del musical Memphis e per la sua interpretazione Glover ha ricevuto una candidatura al Tony Award alla miglior attrice protagonista in un musical e ha vinto il Drama Desk Award e l'Outer Critics Circle Award. Nel 2015 è stata di nuovo a Broadway con It Shoulda Have Been You, con Tyne Daly, Sierra Boggess e David Burtka e in Les Misérables con Alfie Boe, Earl Carpenter e Chris McCarrell. Dal 2017 al 2019 ha interpretato Angelica Schuyler nel musical Premio Pulitzer Hamilton in scena a Chicago, mentre nel 2022 è ritornata a Broadway per interpretare la Strega nel musical Into the Woods.

## Filmografia parziale

### Televisione
- Evil – serie TV, episodio 2x05 (2021)